# 엘라스 베로나 FC
엘라스 베로나 풋볼 클레브(Hellas Verona Football Club S.p.A.)은 이탈리아 베네토주 베로나를 연고지로 하는 이탈리아의 축구 클럽이다.

## 역사

### 기원과 초기 역사
1903년 고등학교 학생들에 의해 설립되었다. 클럽 명칭은 서양고전학 교수에게 의뢰를 받아 엘라스(Hellas, 그리스어로 그리스라는 뜻)라는 이름을 붙였다. 그당시에 축구는 북부 이탈리아의 대도시에서만 주로 하던 스포츠여서, 베로나의 대다수 사람들은 축구에 무관심했다. 1906년에 도시의 두 축구팀이 로마 원형극장을 경기 장소로 정하면서 열정적인 관중들과 미디어의 관심이 생겨나게 되었다.
첫 몇년간 엘라스는 시 단위에서 주로 경기하는 3개 또는 4개의 팀들중 하나였고 반면 도시내 라이벌 관계였던 벤테고디(Bentegodi)는 도시의 제 1 축구 팀이 되었다. 1907-1908 시즌 쯤에, 엘라스는 주 단위 팀들과 경기를 했고 이때부터 비첸차 칼초와 극심한 라이벌 관계가 만들어졌다.
1908년부터 1926년까지 이탈리아 축구는 주 단위 그룹으로 조직되었다. 이시기에 엘라스는 초창기 리그 창설 팀중 하나였고 자주 최종 결승전에 진출하기도 했다. 1911년에 베로나 시는 클럽에 모래로된 축구장을 제대로 된 경기장으로 바꿔주는등 도움을 주었다. 엘라스는 처음으로 주 토너먼트에 참가하여 1926년까지 전국 리그 진출 자리까지 성적을 거뒀다.
1919년에 1차 세계대전으로 인하여 이탈리아에 모든 축구 리그가 4년뒤로 연기된후 활동을 재개하였고, 도시 내의 라이벌팀 베로나와 합병하여 이름을 엘라스 베로나(Hellas Verona)로 바꿨다.
1926년에서 1929년 사이에 많은 주 단위 리그에서 "Campionato Nazionale"를 최상위 리그로 인식하였고 엘라스 베로나도 그 리그에 참가하였다.
Campionato Nazionale가 프로 리그로 전향되었던 1929년에 세리에 A가 시작되었다. 여전히 아마추어 팀이였던 엘라스는 같은 도시의 라이벌팀들인 벤테고디와 스칼리제라를 합병하여 AC 베로나를 만들었다. 새롭게 만들어진 팀은 1929년에 세리에 B에 참가해고, 28년 뒤에 세리에 A로 승격을 했다. 승격후인 1959년에 베로나 시의 다른 라이벌 팀과 합병하였고 엘라스 베로나 AC로 명칭을 바꿨다.

### 70년대와 80년대의 성공
닐스 리에트홀름 감독 지휘하에, 엘라스 베로나는 1968년에 세리에 A로 복귀하였고 1990년까지 대부분의 기간을 1부 리그에 잔류하였다. 그 기간 중에 1972-1973 시즌에는 그 시즌 우승팀이였던 AC 밀란을 상대로 5-3 승리를 거두기도 했다.
1973-1974 시즌 팀은 최종순위를 끝에서 4번째로 시즌을 마치며 강등을 피했지만, 팀의 회장 사베리오 가론치(Saverio Garonzi)가 연류된 조작 스캔들로 인하여 여름에 세리에 B로 강등되고 말았다. 1년뒤 엘라스 베로나는 세리에 A로 복귀했다.
1975-1976 시즌 팀은 코파 이탈리아에서 토리노, 칼리아리, 인테르를 꺽으며 좋은 성적을 거뒀다. 그들은 첫 결승전에서 나폴리를 만나 4-0 패배를 하였다.
오스발도 바뇰리 감독하에서, 1982-83 시즌에 리그를 4위(그때 당시 팀의 리그 최고 성적)로 마쳤으며 몇 주간은 1위에 있기도 하였다. 같은 시즌에 코파 이탈리아 결승전까지 진출하여 유벤투스를 상대로 1차전 홈경기에서 2-0으로 승리를 거뒀으나, 2차전이 벌어진 원정경기에서 추간 시간끝에 3-0으로 패하였다.
다음 시즌에 팀은 다시 한번 코파 이탈리아 결승전까지 올라갔지만, 마지막 몇분을 남기고 그 당시 세리에 A 우승팀 AS 로마에게 패했다.

### 1984-1985 시즌 스쿠데토
1984-85 시즌에 선수단을 신예선수들과 노장 스타들로 구성했음에도, 시즌이 시작할 때 어떤이들도 이들이 무언가를 해낼것이라고 여기질 않았다. 그당시 선수단에는 한스피터 브리겔 그리고 덴마크 공격수 프레벤 엘키에르 라르센, 윙어 피에트로 판나, 안토니오 디 젠나로, 주세페 갈데리시 등이 있었다.
스쿠테토를 향하던 길에 기억해야할 몇 가지 중요한 단계가 있었다. 유벤투스와 결정적인 2-0 승리, 우디네세 원정 경기에서 5-3 승리하였지만, 중간에서 체력 문제로 점수를 잃기도 하였다. 하지만 곧장 3연승(그중에는 AS 로마를 상대로 1-0 승리도 포함)을 거뒀고, 베르가모에서 아탈란타를 상대로 1-1 무승부를 거둬 리그 타이틀을 사수하였다.
엘라스 베로나는 15승–13무–2패, 승점 45점으로 시즌을 마쳤고, 리그 순위 최상위 4개팀이였던 인테르, 토리노, 삼프도리아에게 승점 4점을 앞섰다.
이 시즌의 리그 순위 결과(당시 리그에서 가장 강팀이였던 유벤투스, 로마가 예상했던 순위보다 많이 낮았다)을 통해서 많은 고찰이 일어났다. 1984-85 시즌에는 경기에 배치되는 심판들을 무작위로 선정하던 방식으로 진행했다. 그 이전에는 각각 심판들은 심판 특별위원회(designatori arbitrali)를 통해서 특정 경기에 배치되는 방식이었다. 1980년대 초에 일어난 도박 스캔들(토토네로 1980 이후에 이탈리아 축구에 불법 행위가 동반한다는 이탈리아 축구 이미지를 쇄신시키기 위해 심판들을 뽑아서 배정시키기 보다는 무작위로 선정하여 배정시키는 방식으로 결정된 것이었다. 이로 인해 전혀 예상과 다른 결과가 이어지게 된것이다. 심판들의 선택으로 designatori arbitrali를 통한 방식으로 돌아갔고, 다시 한번 유벤투스가 리그를 우승하였다. 2006년에 특정 클럽들이 심판 결정 과정에서 불법 행위를 저지른 축구 스캔들이 밝혀졌다.

### 1980년대 유럽 클럽 대항전
베로나는 1983-84 시즌 UEFA 컵에서 첫 유럽 클럽 대항전에 출전하였지만 토너먼트 2회전에서 슈투름 그라츠에게 탈락하였다. 엘라스는 유러피언컵 1985-86에 참가하였으나 세리에 A 디펜딩 챔피언이였던 유벤투스에게 탈락하였다. 1988년에 팀은 UEFA 컵 4강과 4번의 승리, 3번의 무승부를에 거두며 국제대회 최고 성적을 거뒀다.

### 세리에 A와 세리에 B
1991년에 팀이 사라졌다가 베로나 FC로 다시 재창단하였고, 정기적으로 세리에 A와 세리에 B를 오고 갔다. 1995년에 엘라스 베로나 FC라는 이름으로 다시 돌렸다.
2002년 비탄속에서 그들의 세리에 A 잔류를 끝내고 말았다. 그 시즌에는 다양한 국적 출신의 재능을 가진 선수들이였던 아드리안 무투, 마우로 카모라네시, 알베르토 질라르디노, 마르틴 라우르센, 마시모 오도, 마르코 카세티와 감독 알베르토 말레사니가 있었지만 시작이 좋지 못했고 결국에는 시즌 마지막날 처음으로 강등권으로 떨어지며 세리에 B로 강등되고 말았다.

### 침체와 세리에 A 복귀 (2002-현재)
2002년 이후 세리에 B로 강등된 후에도, 팀의 행운은 10년간은 계속되었다. 2003-2004 시즌에 엘라스 베로나는 세리에 B에 어려움을 겪어 시즌 대부분을 생각지도 못했던 세리에 C1 강등과 힘겨운 사투를 벌였다. 서포터들은 변함없이 팀을 응원했고 팀은 여러 시즌 동안 위험으로부터 벗어났다. 서포터들중 5천명은 시즌 마지막날 경기를 기념하기 위해 팀을 따라 코모까지 갔다.
2004-2005 시즌은 팀에 전망은 밝아보였다. 어려운 시작을 한 이후, 베로나는 3위에까지 순위를 끌어올렸다. 2005년 1월까지 순위를 유지하였고, 이적으로 인해 팀이 약해졌지만 시즌 마지막날 경기까지 세리에 A 승격을 위한 싸움을 계속하였다.
마지막 임기기간 서포터들과 심각한 관계였던 잔바티스타 파스토렐로가 9년간의 회장직에서 물러나고 피에트로 아르베디 데밀레이가 회장직을 이어받으면서, 2006-2007 시즌 전망은 밝아보였다. 하지만 베로나는 곧장 강등권 싸움을 벌였고, 당시의 감독이였던 마시모 피카덴티는 2006년 12월에 잔 피에로 벤투라와 교체되어 버렸다. 그간의 좋지 못했던 결과를 회복했지만, 베로나는 18위로 시즌을 마쳤고, 19위였던 스페치아와 강등을 파하기 위한 플레이오프 경기를 치렀다. 1차전이였던 원정 경기에서 1-2로 패하였고 2차전인 홈경기에서 0-0 무승부를 거두며, 베로나는 두 상위 리그에서 경기한지 64년만에 세리에 C1으로 강등을 당하였다.
베로나는 새 시즌에 앞서 곧장 세리에 B 승격을 위하여 경험이 풍부한 감독인 프란코 콜롬바를 선임하였다. 하지만 대다수가 생각한것과는 달리, 베로나는 시즌 내내 하우권에서 시간을 보냈다. 10월 초에 콜롬바 감독이 경질당하고 7경기가 지나서 베로나의 선수 출신이였던 다비데 펠레그리니 유소년 팀 코치가 그의 자리를 대체하였다. 2007년 12월에 조반니 갈리를 단장으로 임명하였고 마우리치오 사리를 새 감독에 임명하였다. 2007-2008 시즌 중반쯤에 팀의 순위는 하위권에 위치했고, 4부 리그 세리에 C2로 강등되기 직전이였다. 즉시 팀의 경영진들은 사리를 경질시켰고 펠레그리니를 불러들였다. 시즌 후반 팀에 긴급한 수혈을 한 끝에 바로 강등되는것을 피하였고 플레이오프 전에 돌입하였다. 프로 파트리아를 합계 2-1로 이기고 강등에서 벗어났다. 이렇게 팀의 결과가 좋지 않음에도 불구하고 관중수와 시즌 티켓 판매량은 평균 15,000에 이르렀다.
2008-2009 시즌 베로나는 세리에 B 승격을 목표로 하고 전 사수올로와 피아첸차 감독 잔 마르코 레몬디나를 선임하였다. 하지만 시즌에는 인상깊은 시작을 하지 못하였고, 베로나는 시즌 중반에 승격 플레이오프에서 멀어졌다. 게다가 팀의 회장 피에트로 아르베디 데밀레이는 12월 8일 리그 경기를 본후 돌아가던 도중에 차량 충돌로 혼수상태가 되었다. 2009년 3월에 아르베디는 끝내 세상을 떠났고, 두 달뒤 클럽은 새 회장 조반니 마르티넬리에게 인수되었다.
새로 이적해온 선수들과 서포터들의 열렬한 지지로 다음 시즌에도 조짐이 좋아보였다. 시즌권은 10,000장 가까이 팔리며, 일부 세리에 A 클럽들보다 많이 팔렸다. 팀은 봄 초기에는 7점차로 리그 선두를 하며, 시즌 오랜기간 동안 리그 선두를 유지하였다. 하지만 이 선두를 끝내 유지 못하였고, 시즌 종료를 한 경기 남기고 결국 2위로 떨어지고 말았다. 시즌 마지막 경기에서 숨가가를 상대로 홈경기장에서 다시 1위를 차지할 기회가 있었다. 하지만 베로나는 25,000명의 서포터들을 실망시키며 패배했고 3위로 추락하며, 플레이오프전으로 직행되었다. 포스트 시즌에 레몬디아 감독을 경질시키고 조반니 바솔리를 감독으로 세웠다. 준결승전(1–0; 0–0)에서 리미니를 탈락시킨후, 베로나는 페스카라와 결승전(홈경기 2–2, 재경기 0-1)에서 만나 패배하였고 4년째 3부 리그에 남게되었다.
과거 이탈리아 월드컵의 스타였던 주세페 잔니니 (오랜 세월 로마의 주장이기도 하였다.)는 2010-2011 시즌을 앞두고 베로나와 감독직으로 계약하였다. 다시 한번, 팀은 이적 기간 동안 팀을 거의 대부분을 개편하였다. 선수단은 첫 몇달 동안 어려움을 겪었고 잔니니는 결국 경질당하고 전 인테르의 수비수였던 안드레아 만도를리니가 그 자리를 대체하였다. 시즌 중반에 베로나는 하위권에서 정규 시즌 마지막 경기에 플레이오프 턱거리 순위(5위)까지 올리는데 성공하였다. 팀은 준결승에서 소렌토를 도합 3-1로 누르며 결승전에 진출하였다. 2011년 6월 19일에 살레르니타나를 2-1로 이기고 레가 프로에 있는지 4년만에 세리에 B로 승격하였다.
2013년 5월 18일, 엘라스 베로나는 세리에 B에서 2위를 차지하며 11년만에 세리에 A로 승격하였다.
세리에 A로 돌아오고 나서 베로나는 챔피언스 리그 진출권을 다투는 밀란과 로마 같은 팀과의 경기들로 시즌을 시작하게 되었는데, 그들은 각각 2-1 승리, 3-0패배를 하였다. 그들은 이 페이스를 유지하여 시즌 전반기를 승점 32점으로 순위 6위로 마쳤으며, 챔피언스 리그 진출권에 필요한 최소 승점 11점 차이와 인테르와 유로파 진출 순위에 속했다.

## 색과 엠블럼
팀의 색깔인 노란색과 파란색, 잘로블루(gialloblu, 이탈리아어로 "황청색")는 애칭으로서 널리 쓰인다. 그 색은 도시를 나타내고 베로나의 엠블럼 (파란색 방패 위에 노란색 십자가) 은 대부분 유니폼에서 보인다. 나머지 두 개의 별명인 Mastini(마스티프)와 Scaligeri는 13-14세기에 베로나를 통치한 마스티노 델라 스칼라 1세와 관련된 것들이다.
스칼리제리 가문의 문장은 크고, 강력한 마스티프들이 서로를 등을 대고 있는 모습으로 디자인이 되어 유니폼과 메인 엠블럼에 나타나있다. 본질적으로 "스칼리제리"라는 용어는 베로나인들에게 아주 밀접하기에 다른 베로나팀들(예로 다른 팀인 키에보베로나 역시도 스칼리제리 가문에 자신들을 관련시킨다-정확게 말하면 칸그란데 델라 스칼라)도 사용한다.

## 경기장
1963년 이래로, 클럽은 관중 수용인원 39,211석의 스타디오 마르칸토니오 벤테고디에서 경기를 해왔다. 그 경기장은 엘라스의 라이벌 키에보베로나와 공유하고 있으며, 1990년 FIFA 월드컵 경기장으로 쓰였다.

## 키에보베로나와의 더비 경기
같은 도시안에 있는팀 키에보베로나와의 경기 일정은 "데르비 델라 스칼라"라고 알려져있다. 더비 경기의 명칭은 스칼리제리 가문 또는 중세시대와 초기 르네상스 시대에 베로나를 통치했던 스칼라 귀족 가문에서 유래했다. 세리에 A 2001-02 시즌, 엘라스 베로나와 더비 라이벌 키에보베로나는 세리에 A에 참가중이였다. 세리에 A에서 벌어지는 첫 베로나 더비 경기는 2001년 12월 18일에 열렸다. 경기는 엘라스 베로나가 3-2로 승리하였고, 곧 다음 더비 경기 2002년 4월에서 키에보가 2-1로 이기며 반격을 하였다. 베로나는 세리에 A에서 밀라노, 토리노, 로마, 제노바 이후로 더비 경기가 열리는 5개 도시 중 하나가 되었다.
 경기 결과 
|         |          | 엘라스 베로나 vs 키에보베로나 | 엘라스 베로나 vs 키에보베로나  | 엘라스 베로나 vs 키에보베로나 | 엘라스 베로나 vs 키에보베로나 | 키에보베로나 vs 엘라스 베로나 | 키에보베로나 vs 엘라스 베로나  | 키에보베로나 vs 엘라스 베로나 | 키에보베로나 vs 엘라스 베로나 | 키에보베로나 vs 엘라스 베로나 |
| ------- | -------- | ----------------------------- | ------------------------------ | ----------------------------- | ----------------------------- | ----------------------------- | ------------------------------ | ----------------------------- | ----------------------------- | ----------------------------- |
| 시즌    | 리그     | 날짜                          | 경기장                         | 스코어                        | 관중                          | 날짜                          | 경기장                         | 스코어                        | 관중                          |                               |
| 1994-95 | 세리에 B | 1994년 12월 10일              | 스타디오 마르칸토니오 벤테고디 | 1 – 1                         |                               | 1995년 5월 7일                | 스타디오 마르칸토니오 벤테고디 | 3 – 1                         |                               |                               |
| 1995-96 | 세리에 B | 1996년 4월 28일               | 스타디오 마르칸토니오 벤테고디 | 1 – 0                         |                               | 1996년 11월 25일              | 스타디오 마르칸토니오 벤테고디 | 1 – 2                         |                               |                               |
| 1996-97 | 세리에 B | 1996년 10월 11일              | 스타디오 마르칸토니오 벤테고디 | 4 – 0                         |                               | 1997년 3월 14일               | 스타디오 마르칸토니오 벤테고디 | 2 – 0                         |                               |                               |
| 1998-99 | 세리에 B | 1998년 12월 19일              | 스타디오 마르칸토니오 벤테고디 | 0 – 0                         |                               | 1999년 5월 16일               | 스타디오 마르칸토니오 벤테고디 | 2 – 0                         |                               |                               |
| 2001-02 | 세리에 A | 2001년 11월 18일              | 스타디오 마르칸토니오 벤테고디 | 3 – 2                         | 38,356명                      | 2002년 3월 24일               | 스타디오 마르칸토니오 벤테고디 | 2 – 1                         | 35,708명                      |                               |
| 2013-14 | 세리에 A | 2013년 11월 23일              | 스타디오 마르칸토니오 벤테고디 | 0 – 1                         | 24,200명                      |                               | 스타디오 마르칸토니오 벤테고디 |                               |                               |                               |

## 역대 성적
세리에 A / 이탈리안 풋볼 챔피언쉽:
- 우승 (1): 1984–85

세리에 B
- 우승 (3): 1956–57, 1981–82, 1998–99

코파 이탈리아 :
- 준우승 (3): 1976, 1983, 1984

## 선수단

### 1군 선수 명단
2025년 6월 30일 기준
참고: FIFA 자격 규정에 따라 소속된 국가대표팀 국기를 표시합니다. 선수는 복수의 FIFA 비회원국 국적을 가지고 있을 수 있습니다.
| 번호 | 포지션 | 국적   | 이름              |
| ---- | ------ | ------ | ----------------- |
| -    | GK     |        | 페데리코 마그로   |
| -    | GK     |        | 로렌초 몬티포     |
| -    | GK     |        | 시모네 페릴리     |
| -    | DF     |        | 마르틴 프레세     |
| -    | DF     |        | 다니엘레 길라르디 |
| -    | MF     | 카메룬 | 작송 차추아       |
| -    | MF     |        | 알파조 시세       |

| 번호 | 포지션 | 국적         | 이름                  |
| ---- | ------ | ------------ | --------------------- |
| -    | MF     | 키프로스     | 그리고리스 카스타노스 |
| -    | MF     |              | 수아트 세르다르       |
| -    | MF     | 슬로바키아   | 토마시 수슬로우       |
| -    | FW     | 코트디부아르 | 주니오르 아자이       |
| -    | FW     |              | 마티스 람부르드       |
| -    | FW     | 카보베르데   | 다일론 리브라멘투     |
| -    | FW     | 콜롬비아     | 다니엘 모스케라       |
| -    | FW     |              | 아민 사르             |

## 역대 감독
| - 오스발도 바뇰리 (1981–90) - 에우제니오 파셰티 (1990–1992) - 닐스 리에드홀름 (1992) - 에도아르도 레야 (1992–1993) - 보르톨로 무티 (1994–1995) - 아틸리오 페로티 (1995–1996) - 루이지 카니 (1996–1998) - 체사레 프란델리 (1998–2000) - 아틸리오 페로티 (2000–2001) - 알베르토 말레사니 (2001–2003) - 산드로 살비오니 (2003–2004) - 마시모 피카덴티 (2004–2006) - 잔 피에로 벤투라 (2006–2007) - 프란코 콜롬바 (2007) - 마우리치오 사리 (2007–2008) | - 잔 마르코 레몬디나 (2008–2010) - 조반니 바바소리 (2010) - 주세페 잔니니 (2010) - 안드레아 만도를리니 (2010–2015) - 루이지 델네리 (2015–2016) - 파비오 페키아 (2016–2018) - 파비오 그로소 (2018–2019) - 알프레도 알리에티 (2019) - 이반 유리치 (2019–2021) - 에우세비오 디 프란체스코 (2021) - 이고르 투도르 (2021–2022) - 가브리엘레 초피 (2022) - 살바토레 보케티 (2022) - 마르코 자파로니 (2022–) |

## 스폰서

### 축구 용품
- 1980-1987:아디다스
- 1987-1989:험멜
- 1989-1991:아디다스
- 1991-1995:울스포츠
- 1995-2000:에레아
- 2000-2003:로코
- 2003-2006:레제아
- 2006-2013:아식스
- 2013-2018:나이키
- 2018-현재:마크론

### 공식 스폰서
- 1982-1986:캐논
- 1986-1989:리코
- 1989-1996:라나
- 1996-1997:페롤리
- 1997-1998:ZG 카미니 이녹스
- 1998-1999:아트레유
- 1999-2000:살루미 마르실리
- 2000-2001:네트 비즈니스
- 2001-2002:아미카 칩스
- 2002-2006:클러만
- 2006-2007:우니카
- 2007-2008:스폰서 없음
- 2008-2010:잘로
- 2010-2011:반카 디 베로나;Sicurint Group;Consorzio Asimov
- 2011-2012:AGSM;Protec/Sicurint Group;리더폼
- 2012-2013:AGSM/리더폼
- 2013–1014: Franklin & Marshall/Manila Grace, AGSM/Leaderform
- 2014–2015: Franklin & Marshall, AGSM/Leaderform
- 2015–2018: Metano Nord, Leaderform
- 2018–현재: AirDolomiti, Gruppo Synergy